# Philipp Jakob Passavant (Politiker)
Philipp Jakob (auch: Jacob) Passavant (* 10. Februar 1782 in Frankfurt am Main; † 5. Juni 1856 ebenda) war Kaufmann und Abgeordneter aus der Frankfurter Linie der Familie Passavant, die auf seinen Urgroßvater Rudolf Emanuel Passavant zurückgeht.

## Leben
Philipp Jakob Passavant war der Sohn des Frankfurter Handelsmanns Philipp Jakob Passavant (1748–1821) und dessen Ehefrau Eleonore Elisabeth de Bary (1754–1794).  Gemeinsam mit seinem Bruder Samuel Passavant (1787–1855) war Philipp Jakob Gründer der Firma Gebrüder Passavant, die zu einer bedeutenden Seiden- und Textilgroßhandlung in der freien Stadt Frankfurt am Main wurde.
In der Freien Stadt Frankfurt engagierte er sich auch politisch und war von 1826 bis 1845 Mitglied der Ständigen Bürgerrepräsentation der Freien Stadt Frankfurt. Zwischen 1823 und 1845 war er Mitglied der Gesetzgebenden Versammlung der Freien Stadt Frankfurt. Er war Gründungsmitglied des Cäcilienvereins und Secretair der Lese-Gesellschaft. Von 1823 bis 1850 war er Administrator der Städelschen Kunstinstituts.